# Мухамед Зидан
Мухамед Абдулах Зидан (арап. محمد عبد الله زيدان; Порт Саид, 11. децембар 1981) је бивши египатски фудбалер и репрезентативац.